# Villette (Meurthe-et-Moselle)
Pour les articles homonymes, voir Villette.
Villette est une commune française située dans le département de Meurthe-et-Moselle en région Grand Est.

## Géographie
| Charency-Vezin |          | Longuyon |
|                | Villette |          |
|                | Colmey   |          |

### Hydrographie

#### Réseau hydrographique
La commune est dans le bassin versant de la Meuse au sein du bassin Rhin-Meuse. Elle est drainée par la Chiers,.
La Chiers, d'une longueur de 127 km, prend sa source dans la commune de Mont-Saint-Martin et se jette  dans la Meuse à Remilly-Aillicourt, après avoir traversé 46 communes. 

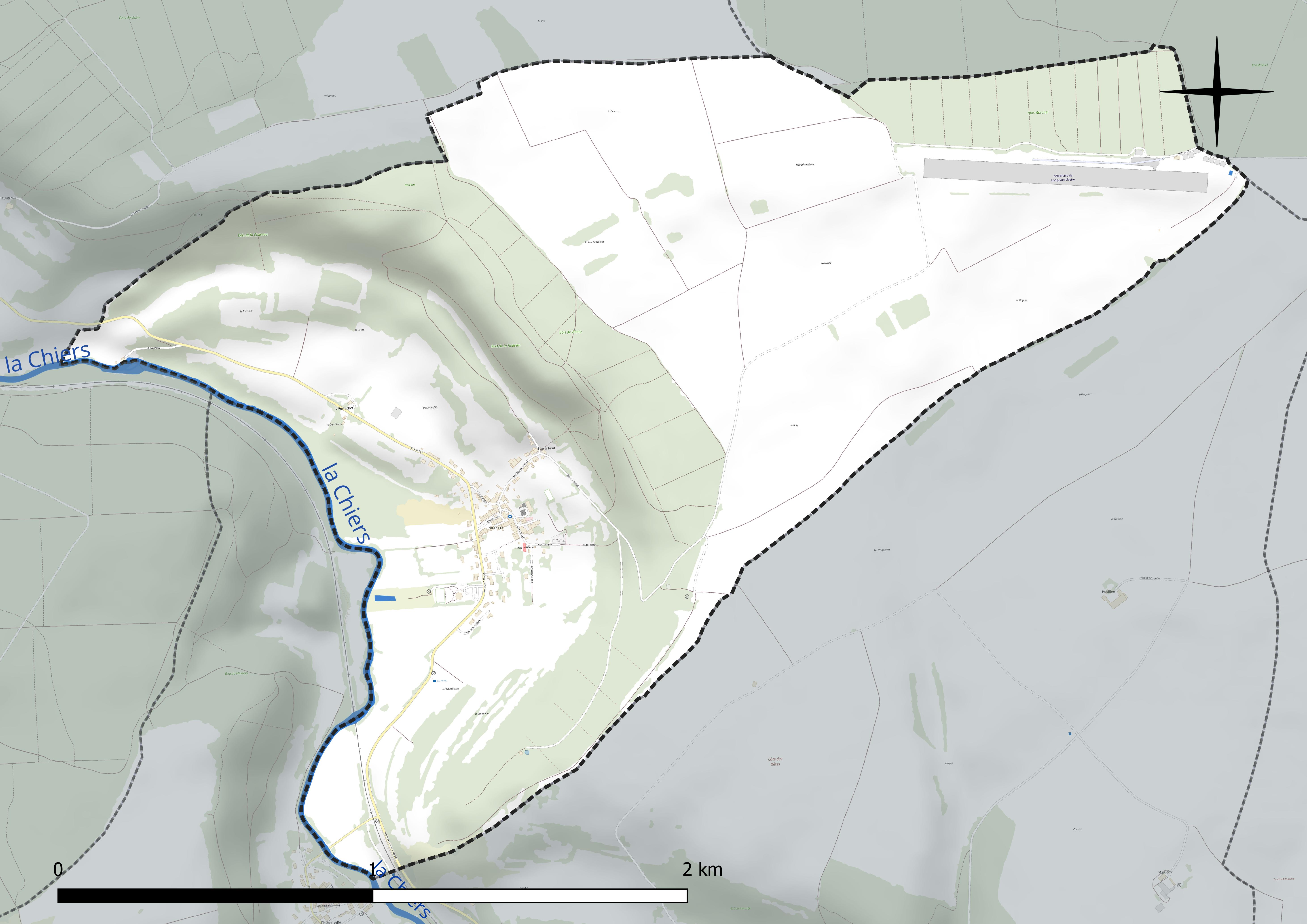
Réseau hydrographique de Villette.

#### Gestion et qualité des eaux
Le territoire communal est couvert par le schéma d'aménagement et de gestion des eaux (SAGE) « Bassin ferrifère ». Ce document de planification concerne le périmètre des anciennes galeries des mines de fer, des aquifères et des bassins versants hydrographiques associés qui s’étend sur 2 418 km2. Les bassins versants concernés sont celui de la Chiers en amont de la confluence avec l'Othain, et ses affluents (la Crusnes, la Pienne, l'Othain), celui de l'Orne et ses affluents et celui de la Fensch, le Veymerange, la Kiesel et les parties françaises du bassin versant de l'Alzette et de ses affluents (Kaylbach, ruisseau de Volmerange). Il a été approuvé le 27 mars 2015. La structure porteuse de l'élaboration et de la mise en œuvre est la région Grand Est. 
La qualité des cours d’eau peut être consultée sur un site dédié géré par les agences de l’eau et l’Agence française pour la biodiversité. 

### Climat
Pour des articles plus généraux, voir Climat du Grand Est et Climat de Meurthe-et-Moselle.
En 2010, le climat de la commune est de type climat de montagne, selon une étude du Centre national de la recherche scientifique s'appuyant sur une série de données couvrant la période 1971-2000. En 2020, Météo-France publie une typologie des climats de la France métropolitaine dans laquelle la commune est dans une zone de transition entre le climat océanique altéré et le climat océanique altéré et est dans la région climatique  Lorraine, plateau de Langres, Morvan, caractérisée par un hiver rude (1,5 °C), des vents modérés et des brouillards fréquents en automne et hiver. 
Pour la période 1971-2000, la température annuelle moyenne est de 9,2 °C, avec une amplitude thermique annuelle de 16,1 °C. Le cumul annuel moyen de précipitations est de 966 mm, avec 14,4 jours de précipitations en janvier et 9,6 jours en juillet. Pour la période 1991-2020, la température moyenne annuelle observée sur la station météorologique installée sur la commune est de 10,1 °C et le cumul annuel moyen de précipitations est de 909,4 mm. 
La température maximale relevée sur cette station est de 39 °C, atteinte le 25 juillet 2019 ; la température minimale est de −14,8 °C, atteinte le 20 décembre 2009,,. 
| Mois                                  | jan.            | fév.           | mars           | avril         | mai           | juin           | jui.           | août          | sep.          | oct.          | nov.             | déc.           | année      |
| ------------------------------------- | --------------- | -------------- | -------------- | ------------- | ------------- | -------------- | -------------- | ------------- | ------------- | ------------- | ---------------- | -------------- | ---------- |
| Température minimale moyenne (°C)     | −0,4            | −0,1           | 2,3            | 5,1           | 8,6           | 11,6           | 13,3           | 13,5          | 10,5          | 7,2           | 3,3              | 0,6            | 6,3        |
| Température moyenne (°C)              | 1,9             | 2,7            | 6,1            | 9,7           | 13,4          | 16,6           | 18,4           | 18,4          | 14,9          | 10,6          | 5,7              | 2,7            | 10,1       |
| Température maximale moyenne (°C)     | 4,2             | 5,6            | 9,9            | 14,4          | 18,2          | 21,6           | 23,4           | 23,2          | 19,4          | 13,9          | 8,1              | 4,8            | 13,9       |
| Record de froid (°C) date du record   | −13,6 02.01.02  | −13,8 07.02.12 | −12,6 01.03.05 | −6,9 11.04.03 | −0,1 03.05.21 | 2,5 13.06.1998 | 5,8 14.07.1998 | 5,1 26.08.18  | 3,1 25.09.02  | −3,7 24.10.03 | −10,5 23.11.1998 | −14,8 20.12.09 | −14,8 2009 |
| Record de chaleur (°C) date du record | 15,2 05.01.1999 | 20,3 27.02.19  | 23,9 31.03.21  | 27,1 20.04.18 | 31 28.05.17   | 34,1 28.06.11  | 39 25.07.19    | 37,8 08.08.03 | 33,3 15.09.20 | 25,9 02.10.23 | 19,1 07.11.15    | 15,4 17.12.15  | 39 2019    |
| Précipitations (mm)                   | 87,5            | 70,8           | 67,4           | 55,4          | 74,3          | 70,4           | 76,3           | 81            | 61,3          | 82,3          | 82               | 100,7          | 909,4      |

| Diagramme climatique                                  |             |            |             |             |              |              |            |              |             |          |             |
| J                                                     | F           | M          | A           | M           | J            | J            | A          | S            | O           | N        | D           |
| 4,2−0,487,5                                           | 5,6−0,170,8 | 9,92,367,4 | 14,45,155,4 | 18,28,674,3 | 21,611,670,4 | 23,413,376,3 | 23,213,581 | 19,410,561,3 | 13,97,282,3 | 8,13,382 | 4,80,6100,7 |
| Moyennes : • Temp. maxi et mini °C • Précipitation mm |             |            |             |             |              |              |            |              |             |          |             |

Les paramètres climatiques de la commune ont été estimés pour le milieu du siècle (2041-2070) selon différents scénarios d'émission de gaz à effet de serre à partir des nouvelles projections climatiques de référence DRIAS-2020. Ils sont consultables sur un site dédié publié par Météo-France en novembre 2022.

## Urbanisme

### Typologie
Au 1er janvier 2024, Villette est catégorisée commune rurale à habitat dispersé, selon la nouvelle grille communale de densité à sept niveaux définie par l'Insee en 2022.
Elle est située hors unité urbaine et hors attraction des villes,.

### Occupation des sols
L'occupation des sols de la commune, telle qu'elle ressort de la base de données européenne d’occupation biophysique des sols Corine Land Cover (CLC), est marquée par l'importance des territoires agricoles (68,7 % en 2018), une proportion identique à celle de 1990 (68,7 %). La répartition détaillée en 2018 est la suivante : 
terres arables (50,6 %), forêts (31,3 %), prairies (11,1 %), zones agricoles hétérogènes (7 %). L'évolution de l’occupation des sols de la commune et de ses infrastructures peut être observée sur les différentes représentations cartographiques du territoire : la carte de Cassini (XVIIIe siècle), la carte d'état-major (1820-1866) et les cartes ou photos aériennes de l'IGN pour la période actuelle (1950 à aujourd'hui).

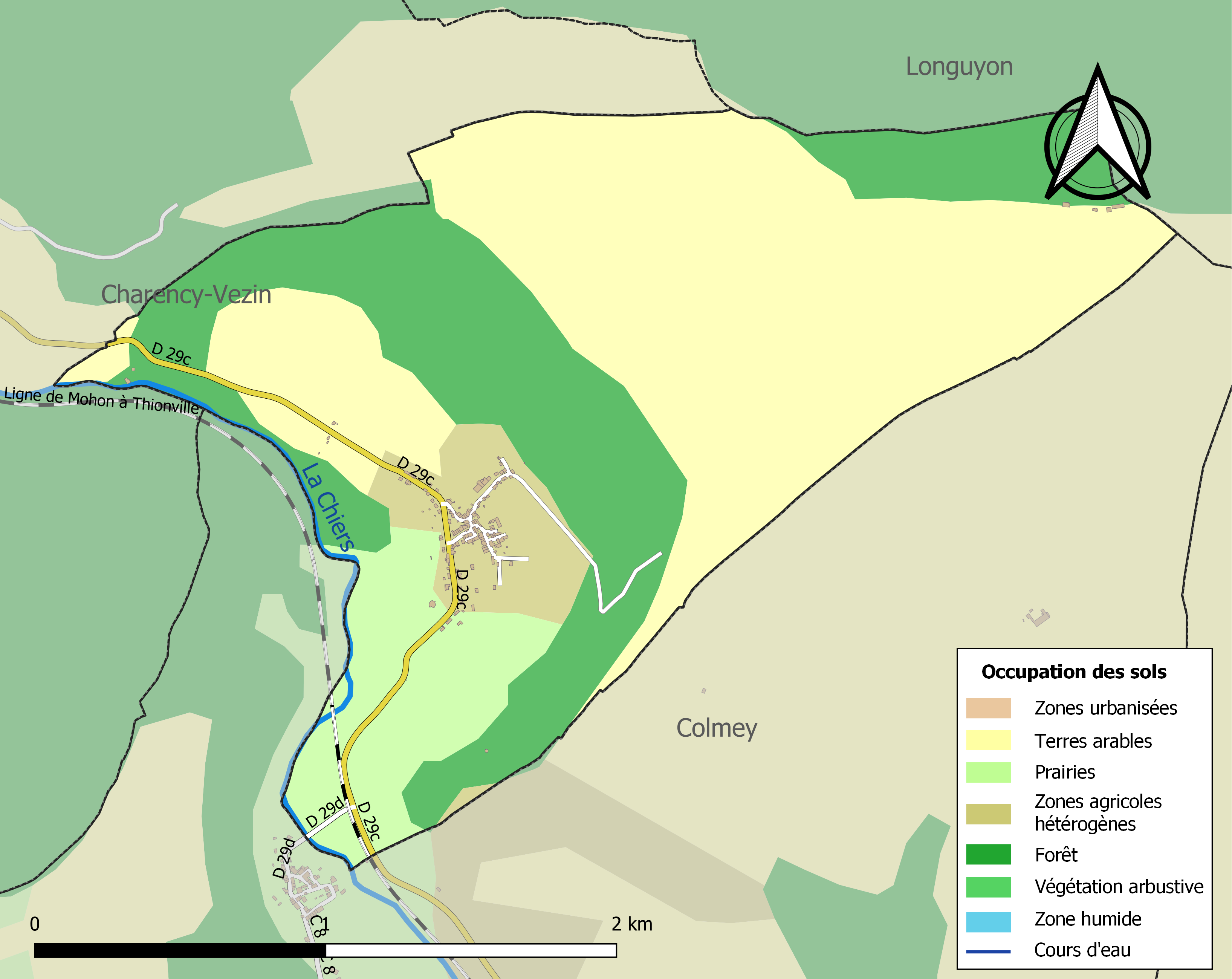
Carte des infrastructures et de l'occupation des sols de la commune en 2018 (CLC).

## Toponymie
La dénomination du village a évolué au cours des siècles :
- VILETE en 1238 (Inventaire des titres de Lorraine, VIII, 191)
- VILLETA au XVe siècle (Coll. Sainte-Agathe, obit, p. 50)
- VILLOTTE en 1610 (Inventaire des titres de Lorraine, VIII, 163)
- VILLET au XVIIIe siècle (pouillé de Trèves)

Diminutif de ville, du latin villa et désigne un « petit domaine », puis par la suite un « petit village ». De l'oïl villette, « petite maison des champs », ou « très petite ville ».

## Histoire
Origine du peuplement
Villette est un lieu de peuplement très ancien.
Il possède plusieurs sites archéologiques répartis sur son territoire. Ainsi, on trouve des sépultures gallo-romaines et mérovingiennes :
- une nécropole gallo-romaine à incinération au lieu-dit la Pièce des Trépassés.
- une nécropole gallo-romaine et mérovingienne à mi-chemin de Flabeuville au lieu-dit la Terme.
- une nécropole gallo-romaine à incinération au lieu-dit la Porreau.

Organisation politique
Historiquement le village appartient à la province du Barrois, ses seigneurs étant vassaux des comtes, puis ducs de Bar et de Lorraine. Il relevait plus particulièrement du Barrois non mouvant (à savoir la partie du Barrois qui n'était pas dans la mouvance du royaume de France, mais de celle du Saint-Empire romain germanique, même si la région a toujours été de culture romane) ; il a ainsi échappé au statut des « Terres communes » qui relevaient à la fois du Barrois et du Luxembourg.
Le statut du Barrois non mouvant (et donc le village de Villette) évolue au cours de siècles : il est confirmé dans son appartenance au Saint-Empire romain germanique lors du traité de Bruges en 1301 puis est réuni au duché de Lorraine en 1419 par René II de Lorraine comme l'ensemble du Barrois. Ce duché de Lorraine et de Bar devient largement souverain à partir du traité de Nuremberg en 1542, puis est occupé à plusieurs reprises par les armées des rois Louis XIII et Louis XIV au XVIIe siècle. Il passe sous influence française à partir du traité de Vienne en 1738 avec Stanislas Leszczinski, ex-roi de Pologne (et beau-père du roi Louis XV), devenant duc de Lorraine, pour enfin être réuni à la France en 1766 à la mort de ce dernier.
Sur le plan administratif, au moins depuis le XVe siècle jusqu'à l'édit de juin 1751, il dépendait de la prévôté de Sancy, elle-même appartenant au bailliage de Saint-Mihiel (coutume), puis, de 1751 jusqu'à la Révolution, il dépendait du bailliage de Longuyon. Il était le siège d'un fief et d'une justice haute, moyenne et basse, mouvant de la châtellenie de Longuyon.
A la création des départements en 1790, il relève de la Moselle, puis à compter de 1871 de la Meurthe-et-Moselle avec l'arrondissement de Briey.
La commune de Villette a été réunie à Colmey par décret du 9 avril 1811 et érigée à nouveau en commune par ordonnance royale le 8 août 1845.
Organisation religieuse
Au religieux c'était une cure du doyenné de Longuyon, archidiaconé de Sainte-Agathe de Longuyon, archidiocèse de Trèves. En 1789, la dîme était payée pour les 2/3 à l'abbaye de Châtillon et 1/3 au curé de Villette.

## Politique et administration
| Période                                  | Période                   | Identité                                               | Étiquette | Qualité |
| ---------------------------------------- | ------------------------- | ------------------------------------------------------ | --------- | ------- |
| Les données manquantes sont à compléter. |                           |                                                        |           |         |
| avant 1981                               | ?                         | Emile Meny                                             |           |         |
| mars 2001                                | mars 2008                 | Bernard Lembert                                        |           |         |
| mars 2008                                | En cours (au 26 mai 2020) | Jean-Patrick Dalla-Riva Réélu pour le mandat 2020-2026 |           |         |

## Population et société

### Démographie
L'évolution du nombre d'habitants est connue à travers les recensements de la population effectués dans la commune depuis 1793. Pour les communes de moins de 10 000 habitants, une enquête de recensement portant sur toute la population est réalisée tous les cinq ans, les populations de référence des années intermédiaires étant quant à elles estimées par interpolation ou extrapolation. Pour la commune, le premier recensement exhaustif entrant dans le cadre du nouveau dispositif a été réalisé en 2007.

En 2022, la commune comptait 188 habitants, en évolution de +2,73 % par rapport à 2016 (Meurthe-et-Moselle : −0,13 %, France hors Mayotte : +2,11 %).
| 1793 | 1800 | 1806 | 1861 | 1866 | 1872 | 1876 | 1881 | 1886 |
| ---- | ---- | ---- | ---- | ---- | ---- | ---- | ---- | ---- |
| 179  | 175  | 226  | 302  | 301  | 271  | 272  | 242  | 245  |

| 1891 | 1896 | 1901 | 1906 | 1911 | 1921 | 1926 | 1931 | 1936 |
| ---- | ---- | ---- | ---- | ---- | ---- | ---- | ---- | ---- |
| 242  | 246  | 240  | 200  | 235  | 208  | 183  | 186  | 165  |

| 1946 | 1954 | 1962 | 1968 | 1975 | 1982 | 1990 | 1999 | 2006 |
| ---- | ---- | ---- | ---- | ---- | ---- | ---- | ---- | ---- |
| 168  | 190  | 196  | 185  | 172  | 188  | 188  | 212  | 205  |

| 2007 | 2012 | 2017 | 2022 | - | - | - | - | - |
| ---- | ---- | ---- | ---- | - | - | - | - | - |
| 204  | 185  | 183  | 188  | - | - | - | - | - |

## Culture locale et patrimoine

### Lieux et monuments
- Mairie

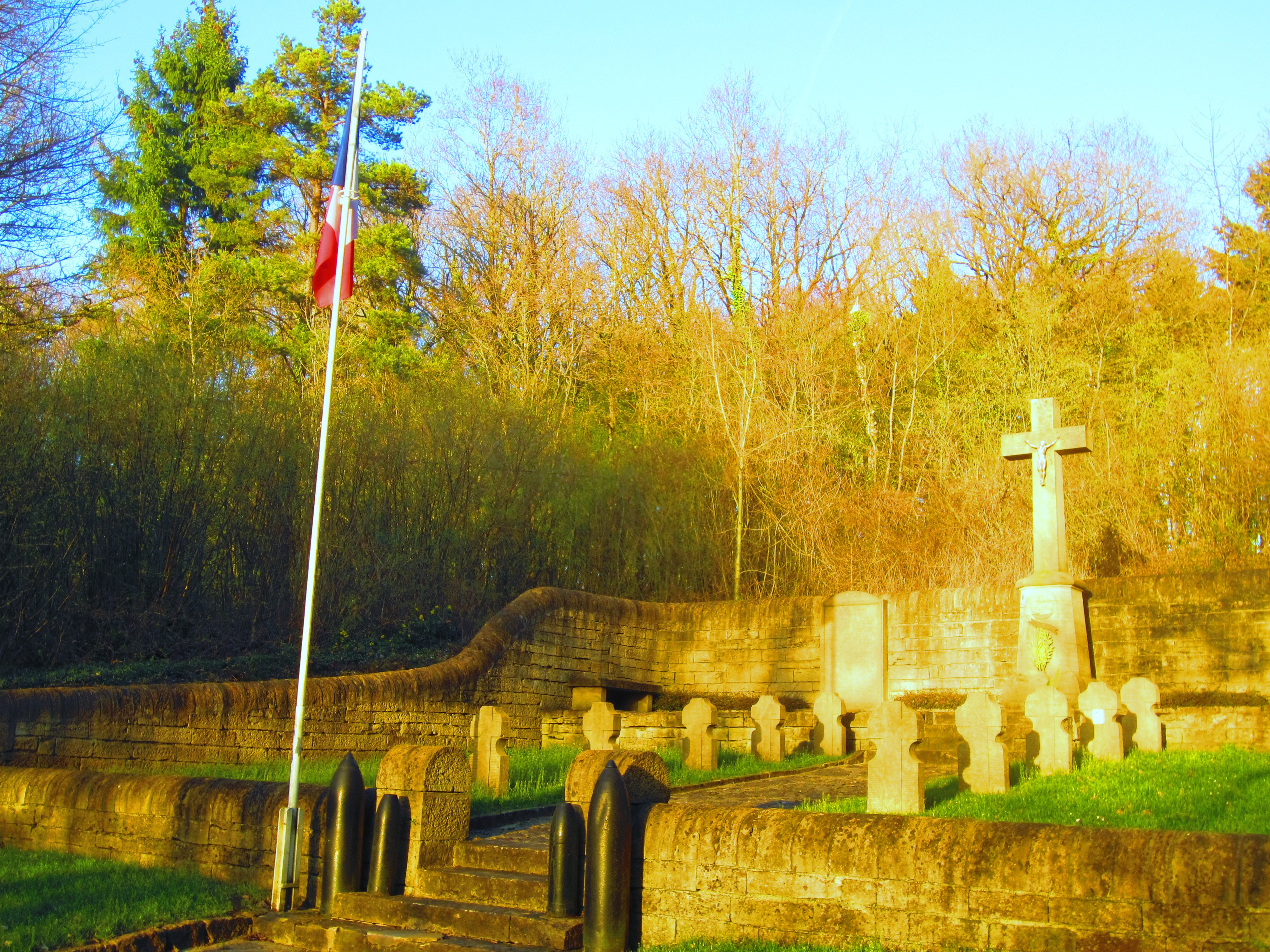
Cimetière militaire français.

- Cimetière militaire, dans la nécropole nationale de Villette reposent les corps de 74 soldats français du 101e RI (dont 3 inconnus) et 14 soldats allemands (dont 9 inconnus) morts autour de Longuyon et Villette lors du combat du 23 août 1914[25] (bataille des frontières).
- Salle des fêtes
- Terrain multi-sports
- Centrale hydro-électrique Moulin Battin. Centrale établie en 1929 pour la SA Grande Chaudronnerie Lorraine à l'emplacement d'un moulin à blé dit moulin Battin. Alimentait à l'origine la ville de Longuyon en électricité (courant continu). Actuellement l'électricité produite est vendue à EDF. Deux turbines de type Francis et Kaplan associées chacune à un alternateur. Un pont roulant (force : 10 tonnes).
- Aéro-club LFGS ("Frontières Lorraines").
- Église romane (église paroissiale Saint-Symphorien). L'église domine le village. L'essentiel de son apparence actuelle date du XVIIIe siècle (1743) lorsqu'elle a été reconstruite à l’emplacement de la chapelle du château qui, elle, avait été bâtie au XIIIe siècle. Elle était autrefois bien plus élevée que ses 12 m actuels. Sa tour clocher remonte au XVIe siècle (?), les portes ont été repercées au XVIIIe siècle et la façade Nord reconstruite. Elle compte de nombreuses statues, tables et bancs du XVIe siècle au XVIIe siècle qui présentent un certain intérêt et dont une mise au tombeau datant du XVIIe siècle.

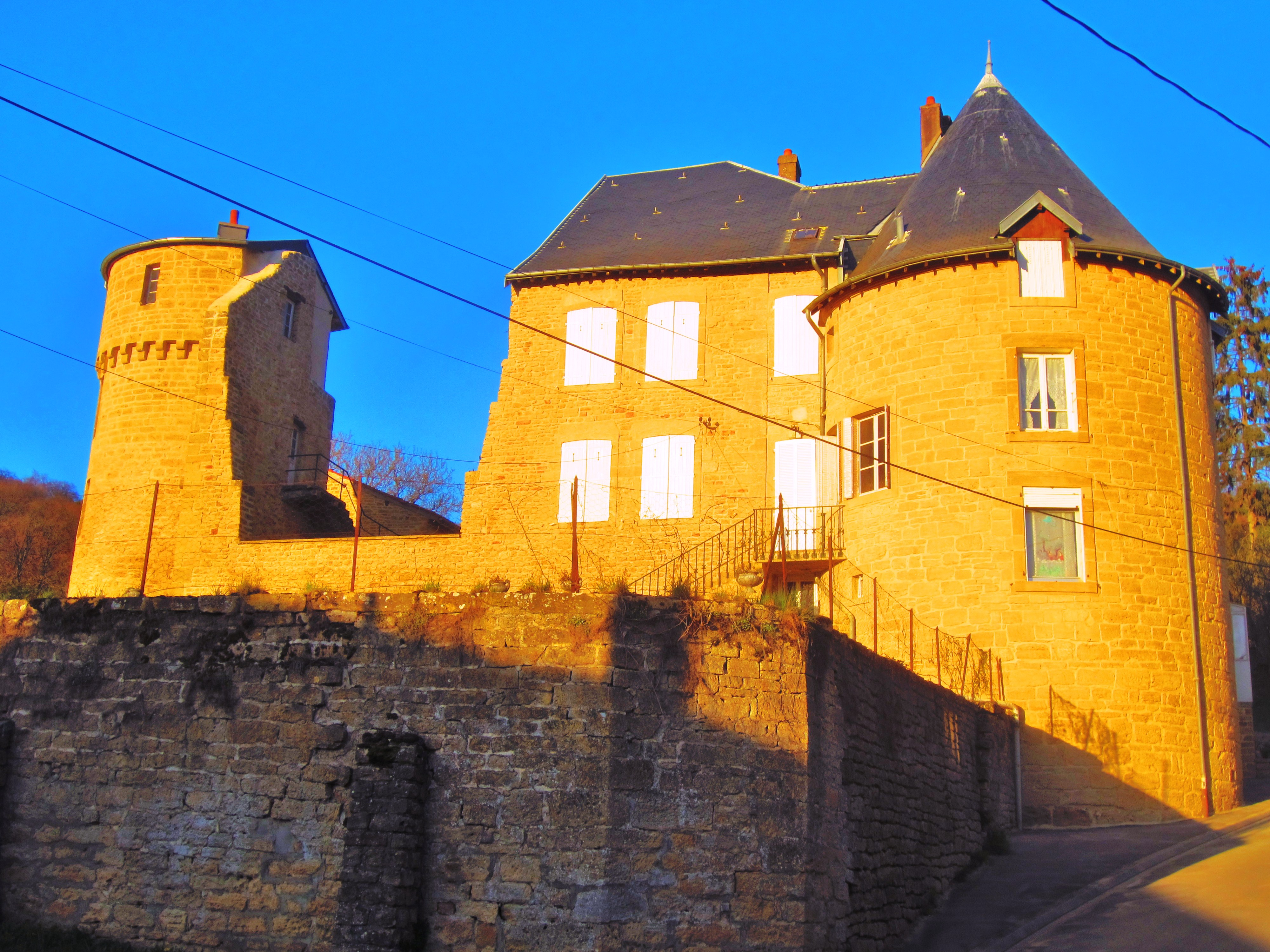
Le château.

- Château de Villette, château médiéval

### Héraldique
Le blason de la commune est inspiré du blason de l'ancienne Maison de Gourcy avec des émaux inversés.
| Blason de Villette | Blason  | De gueules à neuf hermines d'or posées 4, 3, 2 au chef d'argent chargé de trois annelets de sable mis en fasce. |
| Blason de Villette | Détails | Officiel, adopté le 21 juin 2012, créé par D. Larcher                                                           |